# Жёсткий десигнатор
Жесткий десигнатор (англ. rigid designator) — в модальной логике и философии языка (согласно Крипке), имена собственные в естественном языке, указывающие на тот же объект в нашем мире и в каждом возможном мире, где этот объект существует.
Например, имя собственное Платон — жесткий десигнатор, так как следующее предложение, описывающее контрфактическую ситуацию (возможный мир):
Платон не был бы философом, если бы умер во младенчестве
указывает на того же индивида, что и предложения в нашем мире.
Жесткие десигнаторы противопоставляются коннотативным терминам, нежестким или недостаточно жестким десигнаторам, которые могут обозначать разные вещи в разных возможных мирах.